# Мови національних меншин України
Мови національних меншин України — мови, поширені серед населення України, крім державної мови (української) та мови корінних народів України (кримськотатарська, кримчацька, караїмська).
В Україні живе понад 130 національних меншин — носіїв 79 мов. До найпоширеніших з них (кількість носіїв не менше 1 000 осіб), за переписом 2001 року, належать 43 мови, а саме: російська, білоруська, польська, чеська, словацька, болгарська, литовська, латиська, румунська (мова румунів і молдован), іспанська (мова іспанців і кубинців), німецька (мова німців та австрійців), їдиш, таджицька, осетинська, ромська, албанська, грецька (румейські говірки грецької мови), вірменська, новоассирійська (арамейська), арабська, узбецька, казахська, азербайджанська, киргизька, туркменська, татарська (казанська), гагаузька, башкирська, чуваська, естонська, мордовська-ерзя, мордовська-мокша, марійська, комі, удмуртська, угорська, грузинська, аварська, даргинська, лезгинська, чеченська, корейська, в'єтнамська.
Носіїв мов національних меншин залежно від часу поселення в Україні можна об'єднати у 3 групи: 
1) здавна, щонайменше з XIX століття, живуть в Україні; 
2) з'явилися в Україні між Першою і Другою світовими війнами; 
3) почали селитися в Україні після Другої світової війни (з'явилися тут унаслідок посилення зв'язків із країнами третього світу).
Представники першої групи живуть великими скупченнями в певних місцевостях і поширеність їхньої мови локалізована, другої та третьої — розпорошені (переважно в містах), тому точно визначити територію їх поширення неможливо. До першої групи належать носії російської (переважно Схід і Південь України), білоруської (Полісся), польської (Житомирщина, Вінниччина, Галичина, частково Буковина), чеської (Волинь), словацької (Закарпаття), болгарської (Одеська, Запорізька область), їдишу (переважно великі міста Правобережжя і Заходу України — Київ, Одеса, Чернівці), німецької (Захід Закарпаття), румунської (Буковина, Схід Закарпаття, Одеська, Кіровоградська області), албанської (Одеська, Запорізька області), грецької (Донецька область), ромської (Закарпаття, Крим, Одеська область), вірменської (Крим, Галичина, Прикарпаття, Київ, Чернівці, міста Сходу України), новоассирійської (Донецька область, частково міста Наддніпрянщини), татарської (Схід України, переважно Донбас), гагаузької (Одеська область), чуваської (Крим), естонської (Крим), угорської (Закарпаття).
Друга група охоплює носіїв литовської, латиської, частково іспанської (за винятком кубинців, що оселилися в Україні після Другої світової війни), таджицької, осетинської, узбецької, казахської, азербайджанської, киргизької, туркменської, башкирської, комі, марійської, мордовської-ерзя, мордовської-мокша, удмуртської, грузинської, аварської, даргинської, лезгинської, чеченської мов.
До третьої групи належать ті, що розмовляють арабською, корейською, в'єтнамською мовами.
15 травня 2003 року Верховна Рада України ратифікувала Європейську хартію регіональних мов або мов меншин. 
Положення Хартії застосовуються до мов таких національних меншин України: білоруської, болгарської, гагаузької, грецької, єврейської, кримськотатарської, молдавської, німецької, польської, російської, румунської, словацької та угорської.